# Nguyễn Châu Hoan
Nguyễn Châu Hoan (sinh ngày 9 tháng 6 năm 1956) là một thẩm phán người Việt Nam. Ông có chức danh Thẩm phán Tòa án nhân dân tối cao. Ông từng là Trưởng phòng Phòng nghiệp vụ Tòa hành chính Tòa án nhân dân tối cao Việt Nam.

## Xuất thân
Nguyễn Châu Hoan sinh ngày 09/6/1956 tại thành phố Nam Định.

## Giáo dục:
Nguyễn Châu Hoan đã học và tốt nghiệp các Trường Đại học: Đại học Kinh tế Kế hoạch (nay là Đại học Kinh tế quốc dân), Trường Đại học Luật Hà Nội, Học viện Chính trị Quốc gia Hồ Chí Minh (hệ cao cấp chính trị)

## Sự nghiệp:
Tham gia Quân đội nhân dân Việt Nam (năm 1971), tham gia Chiến dịch Hồ Chí Minh và tiếp quản Sài gòn (năm 1975), được tặng thưởng nhiều Huân, Huy chương kháng chiến và niên hạn.
Sau khi tốt nghiệp Đại học Kinh tế Kế hoạch, ông về công tác tại Trọng tài kinh tế Nhà nước.
Từ năm 1994 đến nay, ông công tác tại Tòa án nhân dân tối cao giữ chức vụ Trưởng phòng Phòng Nghiệp vụ Tòa Hành chính Tòa án nhân dân tối cao, Thẩm phán Tòa án nhân dân tối cao.
Trong quá trình công tác tại Tòa án nhân dân tối cao, Nguyễn Châu Hoan tham gia Ban soạn thảo các dự án Luật: Luật tố tụng hành chính, Luật tổ chức Tòa án... và các Nghị quyết của Hội đồng Thẩm phán TANDTC có liên quan. Ông còn tham gia biên soạn nhiều tài liệu, giáo trình giảng dạy; là giảng viên tại Học viện Tư pháp, Học viện Tòa án và tham gia tập huấn nghiệp vụ cho Thẩm phán Tòa án nhân dân các cấp về nghiệp vụ xét xử, đào tạo thẩm phán.

### Một số vụ án nổi bật:
Nguyễn Châu Hoan làm Chủ tọa Hội đồng tái thẩm xét xử vụ án hành chính do ông Đoàn Văn Vươn khởi kiện đối với quyết định hành chính về thu hồi đất, cưỡng chế thu hồi đất của Ủy ban nhân dân huyện Tiên Lãng, thành phố Hải Phòng... và trực tiếp là chủ tọa Hội đồng xét xử phúc thẩm, giám đốc thẩm và tái thẩm đối với hàng trăm vụ án khác.